# Кобылино (Рязанская область)
Кобылино — село в Ухоловском районе Рязанской области России, входит в состав Смолеевского сельского поселения.

## Географическое положение
Село расположено в 6 км на юго-запад от центра поселения села Смолеевка и в 19 км на юг от райцентра Ухолово.

## История
Кобыльня в качестве села с церковью Великого Чудотворца Николая упоминается в окладных книгах 1676 года, где замечено, что приход поселился вновь и церковь построена в 1674 году. В 1798 году в селе построена была каменная также Николаевская церковь . В приходе имелись школы: церковно-приходская и земская. В самом же селе церковная школа в собственном церковном доме, обучалось 30 мальчиков и 20 девочек. При церкви старостой состоял мещанин Афанасий Тяпкин.
В XIX — начале XX века село входило в состав Смолеевской волости Ряжского уезда Рязанской губернии. В 1906 году в селе было 53 двора.
С 1929 года село являлось центром Кобылинского сельсовета Ухоловского района Рязанского округа Московской области, с 1937 года — в составе Рязанской области, с 2005 года — в составе Смолеевского сельского поселения.

## Население
| 1859 | 1906 | 2010 |
| ---- | ---- | ---- |
| 575  | ↘366 | ↘68  |

## Инфраструктура
В селе имеется одноимённое сельское отделение почтовой связи.

## Достопримечательности
В селе расположена недействующая Церковь Николая Чудотворца (1798).